# Гринга, Карлос
Карлос Гринга (исп. Carlos Gringa; 18 августа 1912, Монтевидео — 27 октября 1984, Флоренция) — уругвайский и итальянский футболист, игравший на позиции нападающего. Известен по выступлениям за «Фиорентину» в 1930-е годы.

## Карьера
Гринга начинал карьеру футболиста на родине в клубе «Пеньяроль». После нескольких сезонов в чемпионате Уругвая он приехал в Италию, где в 1932 году присоединился к «Фиорентине». Уругваец дебютировал в Серии А 18 августа 1932 года в игре против «Торино», когда фиалки проиграли со счётом 2:3. Свой первый мяч он забил 5 февраля 1933 года в матче с «Лацио» (победа «Фиорентины» 3:1). 26 марта того же года дубль Гринги позволил его клубу выиграть встречу с «Дженоа» (4:2). Всего же в сезоне 1932/33 Карлос сыграл 25 матчей в Серии А и забил 7 голов, чем помог фиолетовым занять 5 место в итальянском чемпионате. За «Фиорентину» Гринга играл до 1936 года. В каждом из четырёх сезонов, проведённых в коллективе из Флоренции, он играл более 20 матчей, являясь игроком основного состава. Наивысшим командным достижением для уругвайского нападающего стало 3 место Серии А в сезоне 1934/35.
В 1936 году Гринга перешёл в «Луккезе». В первом сезоне за новый клуб он выступил достаточно неплохо: провёл 24 матча и забил 2 мяча. Однако затем футболист заметно сбавил и за два следующим сезона отыграл лишь 7 встреч (1 гол). В 1939 году он ушёл из клуба и вернулся на родину.

## Титулы
- Чемпион Уругвая (1): 1929